# Comté de Benton (Iowa)
Pour les articles homonymes, voir Comté de Benton.
Le comté de Benton est un comté de l'État de l'Iowa, aux États-Unis.

## Histoire
Le comté de Benton a été formé le 21 décembre 1837 des sections du comté de Dubuque. Il a été baptisé du nom du sénateur américain Thomas Hart Benton.